# La bolsa de huesos
La bolsa de huesos es una novela policíaca del escritor argentino Eduardo Ladislao Holmberg (Buenos Aires, 27 de junio de 1852 – ibídem, 4 de noviembre de 1937) publicada en 1896 y considerada la novela fundadora del género policial en Argentina. 
A diferencia de lo que sucede en las producciones policiales argentinas anteriores y también en las posteriores de Holmberg, este relato no sumerge al lector en una pesquisa policial estricta. El detective es aquí, en cambio, un médico y novelista, que realiza la búsqueda guiado por móviles absolutamente ajenos a toda institución represiva del delito.
Esta novela plantea un juego narrativo en el que ficción y realidad se enmarañan, con el agregado de haber sido escrita el mismo año en el que empezó a actuar Cayetano Santos Godino, primer asesino en serie de la historia de Argentina.

## Sinopsis
De regreso de un viaje por el interior del país, un médico se encuentra con su amigo Alberto que le ofrece una bolsa abandonada en casa de otra familia, luego de que su poseedor, un estudiante de medicina, se mudara de allí. Cuando el médico (narrador y protagonista de esta historia) ordena los huesos, descubre que al esqueleto le falta la cuarta costilla. Luego de advertir que un amigo suyo, el Dr. Pineal, médico también, tiene otro esqueleto con la cuarta costilla faltante y que ha llegado a sus manos de manera similar, el protagonista decide iniciar una investigación.
Lo que en un principio no parece más que un despliegue de asuntos personales y muy poca materia de curiosidad, acaba transformándose en un relato policial que comienza por el final, en este caso los huesos, y supone un narrador en primera persona que, gracias a la lógica, hace retroceder los hechos. Se trata de una épica moderna que intenta recomponer un estado de cosas alterado, interrumpido por la transgresión a la Ley, un estado de cosas que solo puede ser recompuesto por un esfuerzo de la razón.

## Argumento
El narrador, una suerte de alter ego de Holmberg, recibe un esqueleto que un estudiante de medicina había dejado en casa de una familia conocida. Luego de estudiarlo, descubre por casualidad otro casi idéntico en casa de un médico amigo, el doctor Pineal. La procedencia de ambos esqueletos es, asimismo, llamativamente semejante; además a ambos les falta la cuarta costilla izquierda. A partir de entonces, el narrador detective emprende su investigación con la ayuda de Manuel de Oliveira Cézar, un frenólogo, que de la vista de los esqueletos deduce que cada uno de los cráneos era de “un estudiante de Medicina o de un médico de vocación”.
Estas sospechosas coincidencias dan origen a la presunción de una serie de crímenes: y el médico-detective y el frenólogo (que –a pesar de no ser el narrador– desempeña de algún modo el papel de lo que tradicionalmente se llama la figura de Watson) visitan diferentes lugares vinculados con el crimen, con la finalidad de rastrear datos asociados a los esqueletos extrañamente similares. A la inspección de las casas en que han sido dejados los esqueletos, se suma la visita a la Facultad de Medicina para averiguar sobre los tres supuestos estudiantes. Aquí y allá, el narrador y su ayudante acumulan diferentes informaciones, indicios y sospechas. De allí resulta que: Antonio Lapas, quien frecuentaba a Mariano M. y a Nicanor B., estudiantes de medicina de los que no se tiene noticia hace tiempo y que han dejado de asistir inesperadamente a la Facultad, había dejado las bolsas con los esqueletos en las casas en que había habitado; Lapas nunca fue estudiante de la Facultad de Medicina de Buenos Aires (ya que no figura en los registros; ni tampoco en los registros de las facultades de los países vecinos); Lapas utilizaba un perfume extraño, que aún se percibe en las casas, y dejó por descuido un trozo de carta en uno de los cuartos (cuya letra coincide con la hallada en uno de los esqueletos, cuyos huesos llevan escritos sus nombres científicos, “fémur”, “tibia”, “peroné”). Con estos elementos, los investigadores deciden realizar un identikit de Antonio Lapas a partir de las declaraciones de testigos.
A esto se suma luego la aparición de otra víctima, Saturnino, también estudiante de medicina, de quien se desconoce la causa de su muerte, pero se sospecha que puede haber sido motivada por algún veneno.
Luego de una visita al doctor Varolio, médico de cabecera de la nueva víctima, los investigadores consiguen ver el cuerpo y verificar que presenta una cicatriz precisamente a la altura de la cuarta costilla izquierda. Gracias a estos datos, a los exclusivos –dejando de lado al asesino– conocimientos del narrador sobre un veneno que había escapado a la sabiduría de la ciencia y, fundamentalmente, merced a las teorías frenológicas, logra nuestro médico y novelista resolver el caso: una tal Clara T. (cuyo nombre estaba en el trozo de carta encontrado por el narrador), despechada por haber sido engañada y abandonada por Nicanor B., había emprendido la venganza contra este y contra cualquiera que se le pareciera. Travestida como Antonio Lapas, ganaba la amistad de sus víctimas, para luego descubrirse como mujer, enamorarlos, asesinarlos posteriormente con su veneno peruano y sacarles la cuarta costilla izquierda.

## Temas desarrollados

### Defensa del naturalismo
Holmberg se suma a la defensa de la novela naturalista pues la asocia con la ciencia. En La bolsa de huesos lo hace explícitamente, cuando el narrador novelista explica a su amigo Manuel en qué consiste su novela:
"… se trata de la aplicación de los principios generales de la medicina legal, que es una ciencia, y de demostrar que la ciencia puede conquistar todos los terrenos, porque ella es la llave maestra de la inteligencia. La ciencia conquistará al hombre, que no han conquistado aún la religión ni la política. 'La novela -me decía no hace mucho uno de mis amigos más espirituales- es la epopeya moderna en prosa'. Y bien, sí. Y la epopeya es la ciencia de la antigüedad. El templo más esplendoroso que tuvo Minerva fue el cerebro de Homero".
Según Holmberg, entonces, la novela es o puede equivaler a la ciencia moderna como llave maestra de la inteligencia.

### Reafirmación de la lógica como ideal
Aunque el cuento presupone un retorno al orden establecido de la sociedad, hay dos enigmas dentro de la estructura del relato que el detective nunca tiene éxito  en  resolver.  El  primer  enigma  se  centra  en  el  misterio  de  la  decisión  de Clara de sacar la cuarta costilla de los esqueletos de sus víctimas y el protagonista la  interroga,  buscando  una  explicación  lógica.  El  detective  pregunta:  “Dígame, señorita ¿qué se proponía usted al eliminarles la cuarta costilla izquierda?”. pero ella responde: “No sé; era un vértigo, un ensañamiento, una neurosis” 
La correspondencia entre los dos esqueletos en su falta de la costilla es el punto de partida de la pesquisa, pero la razón de Clara en sacar los huesos queda fuera del  ámbito  de  lo  lógico.  Clara  explica  que  es  un  producto  de  una  neurosis, literalmente un desorden de los nervios del cerebro. Sin  embargo,  las  palabras  finales  del cuento  aluden  a  la  existencia  de  un segundo  misterio.  Después  de  describir  el  relicario  de  rubíes,  el  protagonista relata:  “Así  sucede  con  todas  las  cosas.  Por  eso  es  un  inconveniente  grave  el dejarse subyugar por las armonías del viento cuando canta en la ventana”.
Holmberg  termina  la  historia  con  una  alusión  al  inicio  del  relato  cuando  el protagonista toma un descanso de sus escrituras para escuchar el viento y en ese momento grita la lechuza y observa la bolsa de huesos. Hay una disonancia entre la afirmación “Así sucede con todas las cosas,” y la referencia al viento porque representa un intento de ocultar el hecho que así no sucede con todas las cosas. El  momento  en  que  el  protagonista  toma  interés  en  la  bolsa  de  huesos  es inexplicable  de  la  misma  manera  como  es  inexplicable  la  decisión  de  Clara  de sacar la cuartilla costillas de sus víctimas. El detective, en sus propias palabras se deja “subyugar por las armonías del viento,” y en ese momento, sucede un cambio en la percepción del protagonista d e la bolsa de huesos que le excede. Sentado en su escritorio, él queda aturdido, y confiesa al mirar la bolsa: “No encontraba los  giros  naturales,  ni  las  palabras  propias”.  Aunque  toda  la  historia representa una reafirmación de la permanencia de las cosas y la lógica como un ideal absoluto, la investigación del protagonista surge de un momento de fluidez material que no tiene explicación.
“La bolsa de huesos” es una narrativa policial que describe el triunfo de la lógica en usar las pistas como señales fijas de la verdad para iluminar el misterio del caso, pero la estructura misma del texto indica la vacuidad y falsedad de esa victoria.  El  relato  narra  la  construcción  de  un  enigma  que  nunca  puede  ser resuelto y la formación de una investigación que empieza con la transformación inexplicable de un objeto en una cosa. Aunque el protagonista revela la identidad verdadera de la asesina como mujer y la verdadera identidad de los huesos como los  restos  de  dos  estudiantes  de  medicina,  hay  algo  en  la  bolsa  de  huesos  que resiste la lógica y control del detective. Hay un secreto de la cosa que no puede ser fijado y descifrado.

### El ojo de la ley
El final del siglo XIX es el momento de transformación de las hipótesis iluministas acerca de la Ley, su transgresión y, en consecuencia, el estatuto y la función de la penalización. Para el iluminismo, la posibilidad de legislar se funda en un sujeto poseedor de libre albedrío, es decir, a alguien que elige si cumplir la Ley o no, pero el higienismo postula otra subjetividad: alguien cuya capacidad de cumplimiento con la Ley está ya determinada de antemano. En resumidas cuentas, la tendencia a la que se suscribe Holmberg es a la de pedirle a la Teoría del Derecho no girar en torno al análisis de los conceptos de mal o bien o a la fundamentación de un sistema de leyes apoyadas en el pacto social de su cumplimiento, sino que por el contrario se constituya, a la manera de las ciencias naturales, en una bio-socio-legalidad aplicada, y que desarrolle métodos de observación y descubrimiento de las enfermedades sociales y de los agentes que las producen.
Si el detective es en el marco del género policial, portador de una percepción aguda, un lector capaz de capturar detalles y darles sentido, la mirada del médico es, en el discurso de la médico-legal, una mirada capaz de descubrir el ocultamiento, de advertir una desviación que para el ojo no avezado puede ser imperceptible. En la bolsa de huesos, Holmberg entrama ambas figuras y narra ese accionar médico en clave policial. Cuando el narrador contempla el segundo esqueleto en casa de su amigo, dice: "Miré maquinalmente, como miramos siempre los médicos tales conjuros"; sin embargo, su percepción se agudiza cuando sirve a los fines de la resolución del enigma policial: es el que ve la cicatriz en el cuerpo del último muerto, alguien capaz de armar constelaciones a partir de detalles sin sentido aparente, detalles que no permanecen mudos ante sus ojos.
El nuevo discurso criminológico instala en uno de sus polos la figura del médico, que Holmberg lee como el nuevo detective, y en el otro la del simulador. Porque si el modelo biologicista piensa a la sociedad como organismo y la transgresión a la Ley como enfermedad que lo aqueja, el médico justifica su posición en la medida en que ve aquello que no es visible a simple vista, en la medida que descubre los "síntomas" de las enfermedades sociales, detecta sus gérmenes, proscribe prevenciones y tratamientos posibles.